# 小笠原ジャスティン
小笠原 ジャスティン（おがさわら ジャスティン、1984年9月22日 - ）は、日本のモデル、タレント、俳優、ヴォーカリスト、YouTuber。

## 人物
身長は174cm、体重は57kg バスト:88 ウエスト:69 ヒップ:90 F:27.0cm血液型はB型。出身地は大阪府。
小笠原 巧 名義でTV出演、モデル活動、イベントディレクターなどマルチな活動を行っている。YouTuber「ホームランボーイズ」のメンバーとして活動。関西弁を話す。ニックネームはジャスティン、ジャス。

## 出演

### 映画
- マチネの終わりに (2019年) 主演：福山雅治

### テレビ
- THE HOUSE first season　出演　スタジオMC：スピードワゴン小沢一敬・ダレノガレ明美 レギュラー出演　(TOKYO MX)
- オンナの噂研究所 出演　西川史子・MEGUMI・重盛さと美 (BeeTV,dTV)
- まっちんぐアツシ先生 出演　田村淳  (Ameba FRESH!)
- 痛快TV スカッとジャパン (フジテレビ)

### CM
- スマホゲーム　伝説対決 -Arena of Valor-
- ホワイトニング　Whitening Org　ウェブCM
- スマホアプリ　Beable「復縁できるかも？！復縁のための５つのルール」　CM

### 雑誌
- 『MEN’S KNUCKLE』
- 『men’s egg』
- 『Tarzan』
- 『Y＋』
- 『ゼクシィ』

### ブランドモデル
- TAKEOKIKUCHI
- range

### 企業モデル
- STUDIO AQUA
- 三井不動産
- DeNA

### 企業PV出演
- NTT DOCOMO
- iQOS
- Beable
- DeNA
- 佐川急便

### MV
- SiM『DEAD MAN WALKiNG～LIVE at YOKOHAMA ARENA～』　劇中MV出演(DVD収録)
- The Winking Owl『BLOOMING』～Short Movie Trailer～
- BACK LIFT『Cry Alone』
- シイナナルミ『優しい彼氏』
- Belmosaic『シアター』

### Webモデル
- イープラス SPICE　『イケメンと行く 妄想アートデート』胸キュン六本木・乃木坂篇

### 広告
- 『Whitening Org』イメージキャラクター

### トークショー・司会
大沢樹生(元・光GENJI)とのトークライブショー

## CD
- オムニバスアルバム 2枚(全国流通)
- 『音エモン』EDテーマ曲担当(関西テレビ放送)
- 『ミュージャック』(関西テレビ放送)